# Palazzo Ruiz

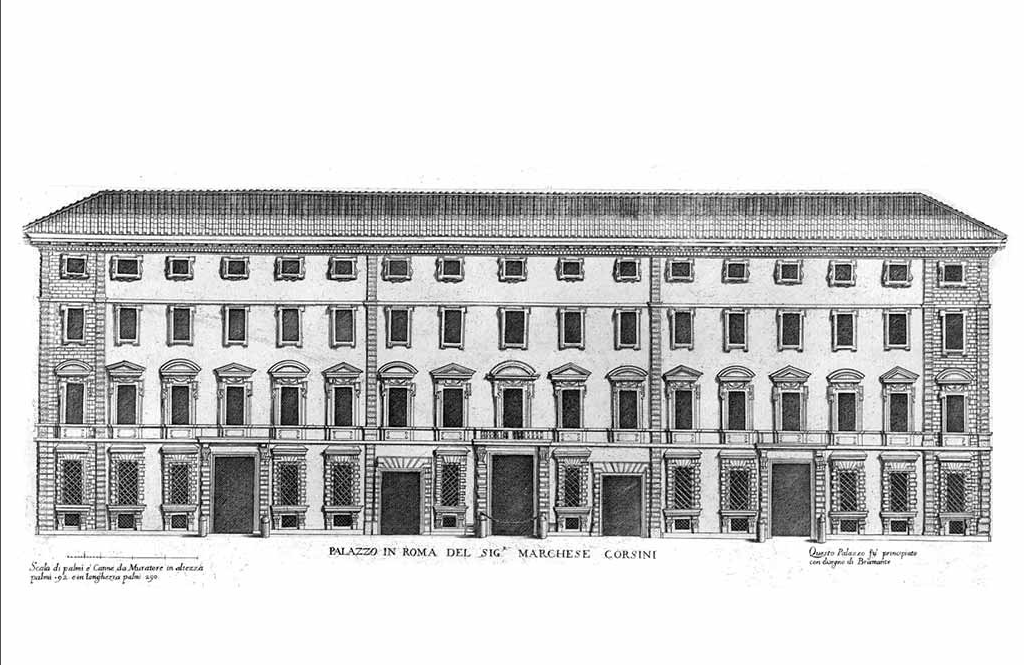
Fachada original do palácio na Piazza Fiammetta (antes dela ser encurtada no início do século XX). Gravura do século XVII de Giovan Battista Falda.

Palazzo Alveri Ruiz Sacripante, conhecido apenas como Palazzo Ruiz, é um palácio renascentista localizado na Piazza Fiammetta, no rione Ponte de Roma, entre a Via degli Acquasparta e a Via Giuseppe Zanardelli.

## História

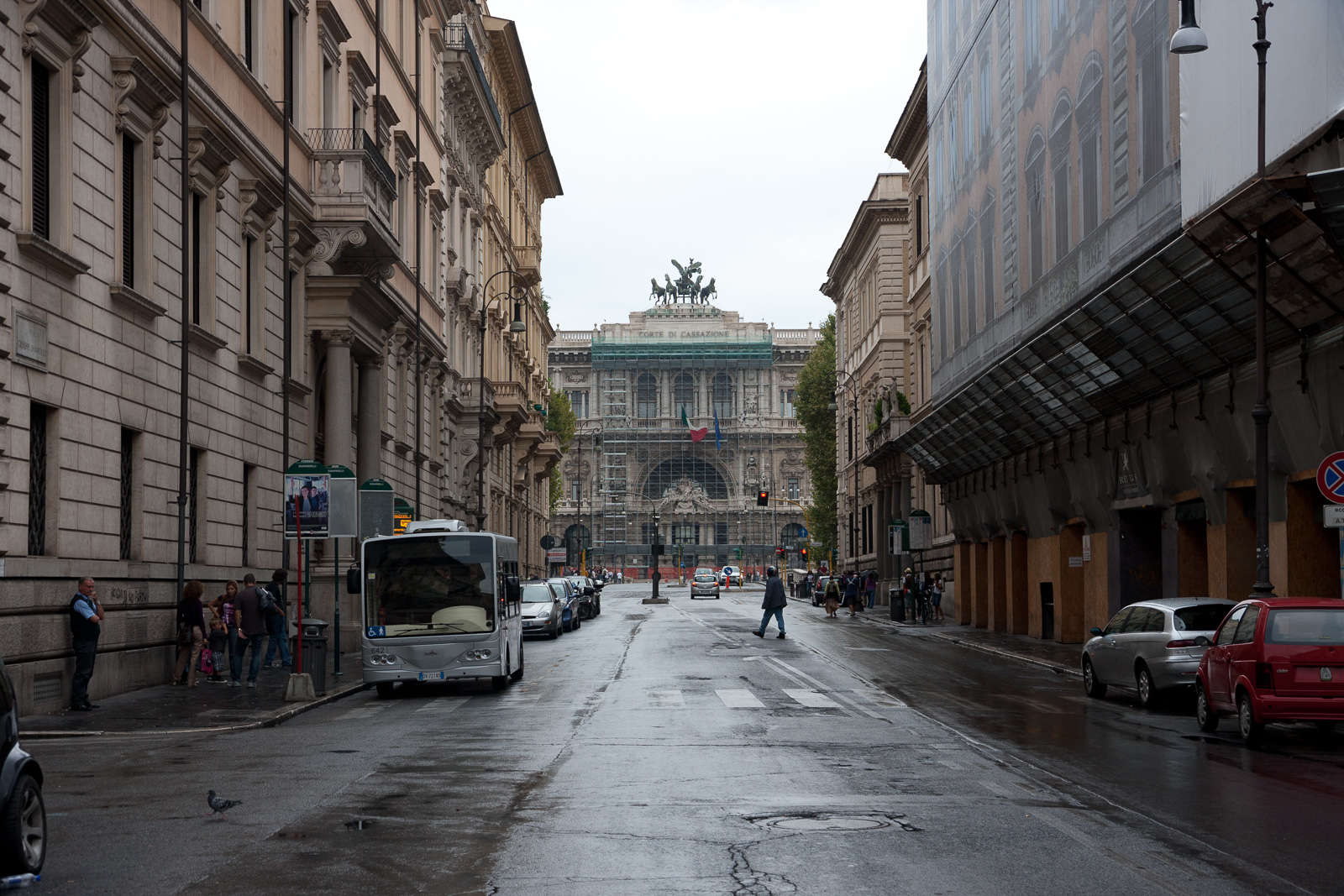
Nesta vista da Via Giuseppe Zanardelli, o Palazzo Ruiz é do da esquerda (este é o fundo moderno construído justamente durante as obras de abertura da via). Ao fundo o Palazzo di Giustizia.

A estrutura original era um palácio construído no século XVI por Bartolomeo Ammannati para a família Alveri, ricos nobres de origem espanhola que se mudaram para Roma na mesma época, e vendido no século seguinte aos Ruiz, estes também espanhóis e presentes em Roma desde o século anterior. Entre seus membros estavam muitos conservadores capitolinos.
Foram eles que modificaram completamente o edifício, deixando-o no formato atual. Depois, eles os venderam aos Bardi, que, em 1647, o revenderam a Andrea Corsini, da família Corsini, que moraram ali até se mudarem para o Palazzo Pamphilj, na Piazza Navona, e dali para o Palazzo Corsini alla Lungara. Em seguida, adquiriram o palácio os Sacripante e, finalmente, os Bluemensthil, que contrataram uma renovação completa ao arquiteto Luca Carmini por ocasião das obras de abertura da Via Giuseppe Zanardelli. De frente para o Palazzo Altemps, sua lateral foi reduzida nesta época e uma fachada de frente para a nova via foi construída.

## Descrição
A fachada se apresenta em três pisos de sete janelas (uma delas inserida na rusticação na esquina com a Via degli Acquasparta). No primeiro piso, elas estão decoradas com tímpanos triangulares e curvos alternadamente sobre os quais estão lírios decorativos, símbolo heráldico dos Ruiz. As janelas do segundo e do terceiro piso são arquitravadas e também decoradas com lírios. No piso térreo se abre um portal simples entre janelas arquitravadas e gradeadas suportadas por mísulas acima das pequenas janelas do piso subsolo. Coroando a fachada está um rico beiral com mísulas. 
O edifício apresenta ainda uma fachada secundária na Via degli Acquasparta constituída por três janelas por piso, uma das quais, assim como na fachada principal, está inserida na rusticação.